# Tales of Suspense
Tales of Suspense (рус. Тревожные истории) — название серии комиксов, а также двух одиночных комиксов издательства Marvel Comics. Первоначально в период с 1959 по 1968 год серия представляла собой антологию научно-фантастических историй, иллюстрированных такими художниками как Джек Кирби, Стив Дитко и Дон Хэк. С появлением супергероев Железного человека и Капитана Америки и наступлением так называемого Серебряного века комиксов серия, начиная с выпуска #100, сменила название на Capitan America. Родственной серией является Tales to Astonish.

## История публикации

### Антология научной фантастики
В первые годы после запуска (январь 1959 — август 1962) Tales of Suspense выходил в печать под маркой издательства Atlas Comics. После закрытия Atlas право на издание серии перешло к Marvel Comics. Выпуски содержали в себе научно-фантастические истории, над которыми в основном работали главный редактор Стэн Ли и штат художников, включающий в себя Джека Кирби, Стива Дитко, Дона Хэка, Дика Айерса, Джо Синнотта и Пола Реймана. В выпуске #9 (май 1960 года) был представлен суперзлодей Мистический Чонду (англ. Chondu the Mystic) в качестве персонажа антологии, позже в 70-х его образ был переосмыслен.

### Железный человек и Наблюдатель
В выпуске #39 (март 1963) был представлен супергерой Железный человек, созданный редактором Стэном Ли, сценаристом Ларри Либером и художниками Доном Хэком и Джеком Кирби. В 1994 этот комикс был переиздан под названием Marvel Milestone Edition: Tales of Suspense #39.
После дебюта персонажа в громоздких серых доспехах внешний вид Железного человека был переработан до аналогичной, но уже золотой брони (выпуск #40, апрель 1963). Первая итерация современной, стильной красно-золотой брони появилась в выпуске #48 (декабрь 1963), нарисованном Стивом Дитко. С мая по октябрь 1964 года заголовком на обложке было «Tales of Suspense featuring The Power of Iron Man».
Первым комиксом о супергерое Marvel в карьере будущего шеф-редактора Роя Томаса был его сценарий истории о Железном человеке «My Life for Yours» , основанной на сюжете Стэна Ли и созданной при поддержке Фло Стейнберг, работающей в то время секретарем.
C 49 по 58 выпуски одна из историй перетекла в серию «Tales of the Watcher», где в роли рассказчика выступал персонаж Наблюдатель, впервые появившийся в The Fantastic Four #13 и позже ставший одним из второстепенных персонажей. Последний выпуск «Tales of the Watcher» нарисовал известный художник Джордж Туска. Спустя четыре года Туска становится одним из постоянных художников серии о Железном человеке.

### Капитан Америка
Начиная с выпуска #59 (ноябрь 1964 года) Железный человек начинает «делить» серию вместе с Капитаном Америкой. Джек Кирби, создавший Капитана Америку в Золотой век комиксов 40-х годов, ввел героя в состав команды Мстители в начале 1964 года, параллельно продолжая работать над сольными комиксами о персонаже. В выпуске #63 (март 1965 года) редактор и сценарист Стэн Ли пересказал историю происхождения Капитана Америки. Позднее в выпуске #73 (ноябрь 1985 года) были представлены истории о приключениях героя и его помощника Баки в период Второй мировой войны.
Кирби рисовал все истории, кроме двух, над которыми работали Гил Кейн и Джон Ромита-ст. Несколько комиксов были обрисованы тушью Джорджем Туской на основе эскизов Кирби. Основными художниками-растушёвщиками являлись Фрэнк Джекойя (под псевдонимом «Фрэнк Рэй») и Джо Синнот, хотя Дон Хэк и Сид Шорс принимали участие над обрисовкой каждой из историй о Капитане Америке.
В апреле 1968 года, начиная с сотого выпуска, серия Tales of Suspense меняет название на Captain America. В том же месяце Железный человек появляется на страницах одиночного комикса Iron Man and Sub-Mariner #1, а в мае 1968 дебютирует в сольной серии.

## Возрождение серии
В январе 1995 года в печать вышел одиночный комикс Tales of Suspense vol. 2, #1, объединяющий в одной истории Капитана Америку и Железного человека, по сценарию Джеймса Робинсона и с иллюстрациями Колина МакНила. Еще один выпуск вышел в 2005 году под названием Tales of Suspense: Captain America and Iron Man Commemorative Edition и представлял собой переиздание комиксов Captain America vol. 5, #1 и Iron Man vol. 4, #1.

## Коллекционная значимость
В выпуске Tales of Suspense #39 (март 1963) впервые появляется супергерой Железный человек. Данный выпуск является «ключевым» и обладает большой значимостью для коллекционеров комиксов. Оригинальная копия выпуска, оцененная специальной компанией CGC в 9.4 балла из 10, в марте 2011 года была продана за 147,500$

## Коллекционные переиздания
- Marvel Masterworks: Atlas Era Tales of Suspense Vol. 1 (Tales of Suspense #1-10)
- Marvel Masterworks: Atlas Era Tales of Suspense Vol. 2 (Tales of Suspense #11-20)
- Marvel Masterworks: Atlas Era Tales of Suspense Vol. 3 (Tales of Suspense #21-31)
- Essential Iron Man Vol. 1 (Tales of Suspense #39-59, Iron Man stories)
- Essential Iron Man Vol. 2 (Tales of Suspense #60-99, Iron Man stories)
- Essential Captain America Vol. 1 (Tales of Suspense #60-99, Captain America stories)